# 阿格雷拉 (圣蒂尔苏)
阿格雷拉 (圣蒂尔苏)是葡萄牙波尔图区的一个堂区。总面积7.05平方公里，总人口1604人，人口密度227.5人/平方公里。